# 于秉治
于秉治（1943年—），男，辽宁人，中国医学生物化学家，曾任中国医科大学教授、博士生导师，民进中央委员，民进辽宁省委副主任委员。